# 飛行群 (第1航空団)
第1航空団飛行群（だい1こうくうだんひこうぐん）は、浜松基地に所在する第1航空団隷下の部隊である。

## 部隊編成
- 群本部
- 第31教育飛行隊
- 第32教育飛行隊
- 第41教育飛行隊

## 主要幹部
| 官職名              | 階級    | 氏名     | 補職発令日     | 前職                     |
| ------------------- | ------- | -------- | -------------- | ------------------------ |
| 第1航空団飛行群司令 | 1等空佐 | 今井勝文 | 2020年5月15日0 | 統合防衛計画部防衛調整官 |

| 代 | 氏名       | 在職期間                        | 前職                                      | 後職                             |
| -- | ---------- | ------------------------------- | ----------------------------------------- | -------------------------------- |
|    | 真崎康郎   | 1964年12月28日 - 1966年04月15日 | 第1航空団司令部防衛部長                   | 第3航空団副司令                  |
|    | 吉崎巌     | 0000年00月00日 - 1968年07月15日 |                                           | 偵察航空隊司令                   |
|    | 諸隈操     | 1968年07月16日 - 1970年02月15日 | 第7航空団飛行群司令                       | 第2航空団副司令                  |
|    | 菊池洋     | 1970年02月16日 - 1971年07月15日 | 航空幕僚監部防衛部運用課 飛行支援班長     | 中部航空方面隊司令部監察安全班長 |
|    | 関憲生     | 0000年00月00日 - 1973年07月15日 |                                           | 西部航空方面隊司令部防衛部長     |
|    | 前原建國   | 1973年07月16日 - 1975年03月31日 | 実験航空隊飛行実験群飛行隊長              | 西部航空方面隊司令部勤務         |
|    | 西角善勝   | 0000年00月00日 - 1977年10月31日 |                                           | 北部航空方面隊司令部勤務         |
|    | 中島敏行   | 0000年00月00日 - 1979年07月31日 |                                           | 航空救難団飛行群司令             |
|    | 安東俊之   | 1979年08月01日 - 1981年07月31日 | 航空自衛隊第5術科学校飛行課長             | 北部航空方面隊司令部勤務         |
|    | 梅根佐久郎 | 1981年08月01日 - 1983年07月31日 | 防衛医科大学校学生部主任訓練教官          | 航空学生教育隊司令               |
|    | 松井滋明   | 1983年08月01日 - 1985年07月31日 | 輸送航空団司令部防衛部長                  | 北部航空方面隊司令部監察官       |
|    | 松田英男   | 1985年08月01日 - 1987年03月15日 | 輸送航空団司令部防衛部長                  | 保安管制気象団飛行点検隊長       |
|    | 村上健孝   | 1987年03月16日 - 1989年03月15日 | 第2高射群副司令                           | 第83航空隊副司令                 |
|    | 小林英男   | 1989年03月16日 - 1990年11月30日 | 北部航空方面隊司令部防衛部防衛班長        | 航空安全管理隊航空事故調査部長   |
|    | 林昭彦     | 1990年12月01日 - 1991年11月30日 | 航空自衛隊幹部学校勤務                    | 南西航空混成団司令部防衛部長     |
|    | 定作勉     | 1991年12月01日 - 1993年11月30日 | 航空幕僚監部防衛部運用課 運用第3班長      | 西部航空方面隊司令部防衛部長     |
|    | 鬼塚恒久   | 1993年12月01日 - 1996年03月30日 | 航空幕僚監部防衛部運用課 運用第3班長      | 西部航空方面隊司令部防衛部長     |
|    | 条幹雄     | 1996年03月31日 - 1998年07月31日 | 航空幕僚監部監理部法務課補償班長          | 航空教育隊第2教育群司令          |
|    | 入澤滋     | 1998年08月01日 - 1999年07月31日 | 航空幕僚監部人事教育部人事計画課 養成班長 | 飛行教導隊司令                   |
|    | 吉川勝三   | 1999年08月01日 - 2000年12月07日 | 航空総隊司令部防衛部演習計画課長          | 防衛大学校訓練部学生課長         |
|    | 渡邊正俊   | 2000年12月08日 - 2002年12月01日 | 北部航空方面隊司令部監察官                | 航空総隊司令部飛行隊司令         |
|    | 桃木正幸   | 2002年12月02日 - 2004年07月31日 | 第13飛行教育団飛行教育群司令              | 第83航空隊副司令                 |
|    | 平嶋洋次   | 2004年08月01日 - 2007年03月31日 | 情報本部勤務                              | 第7航空団副司令                  |
|    | 折戸優     | 2007年04月01日 - 2009年06月30日 | 中部航空方面隊司令部防衛部防衛課長        | 航空安全管理隊航空事故調査部長   |
|    | 柳澤浩幸   | 2009年07月01日 - 2011年11月30日 | 防衛大学校訓練部総括首席指導教官          | 航空安全管理隊航空事故調査部長   |
|    | 須田浩     | 2011年12月01日 - 2014年07月31日 | 北部航空方面隊司令部防衛部防衛課長        | 飛行教育航空隊司令               |
|    | 佐々木慶宣 | 2014年08月01日 - 2016年12月04日 | 西部航空方面隊司令部監理監察官            | 第13飛行教育団副司令             |
|    | 野澤隆一   | 2016年12月05日 -2017年12月22日  | 南西航空混成団司令部防衛部防衛課長        | 中部航空方面隊司令部幕僚長       |
|    | 丸山直昭   | 2017年12月23日 -2020年 5月14日  | 航空戦術教導団電子作戦群司令              | 第6航空団副司令                  |
|    | 今井勝文   | 2020年 5月15日 -                | 統合防衛計画部防衛調整官                  |                                  |